# Joannie Rochette
Joannie Rochette (Montréal, 1986. január 13. –) kanadai műkorcsolyázónő. Bronzérmet nyert a 2010-es téli olimpián, továbbá a 2009-es világbajnokság ezüstérmese, a 2009-es Négy Kontinens bajnokság ezüstérmese,  a 2004-es Grand Prix döntő bronzérmese, 2005-2010 között kanadai bajnok.
Magassága: 158 cm

Edzője: Manon Perron, Nathalie Martin

Korábbi edzői: Josée Normand, Sébatien Britten, Nathalie Riquer

Koreográfusa: Shae-Lynn Bourne, Lori Nichol

Korábbi koreográfusai: David Wilson, Sébatien Britten

## Magánélete
Joannie Rochette Montreal-ban született, 1986. január 13-án., és Île-Dupas-ban nőtt fel. Négyévesen lépett először jégre, édesapja vitte ki a jégre, aki jégkorong edző volt akkoriban. Egy évvel később kezdett korcsolyázni tanulni. 16 évesen költözött el Montrealba edzeni.
Édesanyja Thérèse Rochette, szívrohamban halt meg 2010. február 21-én, két nappal Joannie olimpiai szereplése előtt.

## Karrierje
Az 1999-2000 szezonban, a kanadai bajnokságon a kezdők között az első helyen végzett.
A következő szezonban debütált a Junior Grand Prix-n, ötödik lett Franciaországban és negyedik Mexikóban. Kvalifikálta magát a 2001-es kanadai bajnokságra, ahol első lett a juniorok között, így indulhatott a 2001-es Junior Világbajnokságon, ahol 6. helyen végzett.
A 2001/2002-es szezonban az olaszországi Grand Prix-n bronzérmes lett, és a kanadai bajnokságban - már a nagyok között - is bronzérmet nyert. A Négy Kontinens bajnokságon - élete első felnőtt versenyén - 9. lett, a Junior VB-n pedig 5.
A 2002/2003-as szezonban a Négy Kontinens bajnokságon 8. helyen végzett, a Junior VB-n pedig 17. lett.
A 2003/2004-es szezonban debütált a felnőtt Grand Prix-n. 10. lett a Skate Canada-n, és 4. a Cup of Russia-n. A 2003-as Bofrost Cup on Ice-t megnyerte. A kanadai bajnokságon ezüstérmes lett, és negyedik helyen végzett a Négy Kontinens bajnokságon. Élete első felnőtt világbajnokságán, Dortmundban, 8. lett.
A következő szezon Grand Prix versenyein a Cup of Russia-n bronzérmes lett, a Trophée Eric Bompard-ot pedig megnyerte. Kvalifikálta magát a döntőbe, ahol bronzérmes lett. Megnyerte a kanadai bajnokságot, ezáltal ő az első kanadai hölgy, aki mindhárom szinten (kezdő, junior, felnőtt) bajnok lett. A moszkvai világbajnokságon 11. lett. Kanada a 2006-os téli olimpián két kvótát szerzett a női számban (Joannie és Cynthia Phaneuf helyezésének száma összeadva nem érte el a 28-at).
A 2005/2006-os szezonban a Skate Canada versenyen ezüstérmet nyert, a 2005 Trophée Eric Bompard-on pedig negyedik lett. Ismét kanadai bajnok lett, a Téli Olimpián Torinóban pedig 5. helyen végzett. A 2006-os világbajnokságon - amit Calgary-ban rendeztek - 7. helyem végzett.
A következő szezonban a Skate Canada-t megnyerte, negyedik lett a Trophée Eric Bompard-on. Megnyerte a kanadai bajnokságot, a bronzérmet a Négy Kontinens bajnokságon, és 10. lett a világbajnokságon Tokióban.
A 2007/2008-as szezonban mindkét Grand Prix versenyén - 2007 Skate Canada, 2007 Cup of Russia - bronzérmet nyert. Negyedszerre is kanadai bajnok lett, és ezüstérmet nyert a Négy Kontinens bajnokságon. A világbajnokságon 5. helyen végzett.
A 2008/2009-es szezon sikereket hozott neki. Megnyerte a Skate Canada-t, a 2008 Trophee Eric Bompard-on megverte a 2008-as világbajnok Mao Asada-t, a Grand Prix döntőn pedig negyedik lett. Ismét kanadai bajnok lett, és a Négy Kontinens bajnokságon ezüstérmet nyert, megelőzve Asada-t.
2009 márciusában a világbajnokságon ezüstérmet nyert, Elisabeth Menley óta ez egyetlen kanadai versenyzőnek sem sikerült.
A 2009/2010-es szezonban megnyerte a Skate Canada-t, és bronzérmes lett a Cup of China-n, a Grand Prix döntőben az 5. helyen végzett. Ötödik bajnoki címét szerezte meg a kanadai bajnokságon.
A 2010-es olimpiára éremesélyesként érkezett. Szülei is Vancouver-be utaztak, hogy élőben láthassák lányukat versenyezni. Az érkezést követően Joannie édesanyja szívrohamot kapott, és a kórházban hunyt el. Joannie úgy döntött, nem lép vissza a versenyzéstől, folytatja édesanyja emlékéért. A rövidprogramjára 71.36 pontot kapott, megjavítva saját rekordját. A rövidprogramban, a kűrben és összesítettben is a harmadik helyen végzett, a bronzérmet nyerte meg. Ő az ötödik kanadai női versenyző, aki érmet nyert az olimpián. Az inspiráló elhatározása miatt Terry Fox díjat kapott, akárcsak Petra Majdic.
A gálán Celine Dion Fly című dalának francia verziójára korcsolyázott, ezzel tisztelgett édesanyja előtt, aki Celine Dion rajongó volt. A program végén az arcát az égnek emelte.
Az olimpia záróünnepségén ő vitte a kanadai zászlót.

## Programok
| Szezon    | Rövid program                                                                 | Kűr                                                                       | Gála program                                     |
| --------- | ----------------------------------------------------------------------------- | ------------------------------------------------------------------------- | ------------------------------------------------ |
| 2009-2010 | La Cumparsita Gerardo Matos Rodríguez                                         | Samson and Delilah (opera) Camille Saint-Saëns                            | Objection (Tango) Shakira Vole Celine Dion       |
| 2008-2009 | Summertime George Gershwin                                                    | Concierto de Aranjuez Joaquin Rodrigo                                     | Die Another Day Madonna Objection Shakira        |
| 2007-2008 | Piano Concerto No. 1 Pjotr Iljics Csajkovszkij Piano Concerto Robert Schumann | N'as-tu pas Honte Un Grand Homme est Mort Aimer a Don Juan-ból Félix Gray | Summertime George Gershwin előadó: Renée Olstead |
| 2006-2007 | Little Wing Jimi Hendrix                                                      | N'as-tu pas Honte Un Grand Homme est Mort Aimer a Don Juan-ból Félix Gray | Vole Celine Dion                                 |
| 2005-2006 | Like a Prayer Madonna és Patrick Leonard                                      | Hymne à l'Amour Édith Piaf                                                | Like a Prayer Madonna és Patrick Leonard         |
| 2004-2005 | Dumky Trio Antonín Dvořák                                                     | The Firebird Igor Stravinsky                                              | Labour of Love Frente                            |
| 2003-2004 | Metamorphoses and Other Plays Willy Schwartz                                  | Il Etait Une Fois le Diable Ennio Morricone                               | Paint It Black Vanessa Carlton                   |

## Eredményei

### 2004 után

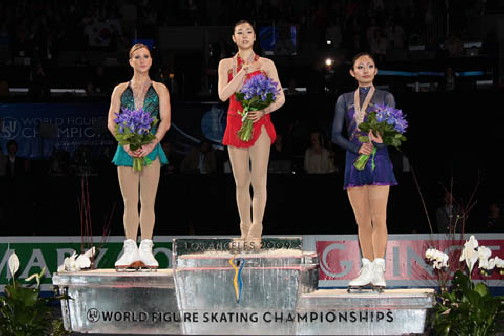
Joannie (balra) a 2009-es világbajnokságon

| Verseny                               | 2004-2005 | 2005-2006 | 2006-2007 | 2007-2008 | 2008-2009 | 2009-2010 |
| ------------------------------------- | --------- | --------- | --------- | --------- | --------- | --------- |
| Téli Olimpiai Játékok                 |           | 5th       |           |           |           | 3rd       |
| Műkorcsolya és Jégtánc Világbajnokság | 11th      | 7th       | 10th      | 5th       | 2nd       |           |
| Négy Kontinens Bajnokság              |           |           | 3rd       | 2nd       | 2nd       |           |
| Kanadai Bajnokság                     | 1st       | 1st       | 1st       | 1st       | 1st       | 1st       |
| Grand Prix döntő                      | 3rd       |           |           |           | 4th       | 5th       |
| Skate Canada                          |           | 2nd       | 1st       | 3rd       | 1st       | 1st       |
| Cup of China                          | 3rd       |           |           |           |           | 3rd       |
| Trophée Eric Bompard                  | 1st       | 4th       | 4th       |           | 1st       |           |
| Cup of Russia                         |           |           |           | 3rd       |           |           |

### 2004 előtt
| Verseny                                      | 1998-1999 | 1999-2000 | 2000-2001 | 2001-2002 | 2002-2003 | 2003-2004 |
| -------------------------------------------- | --------- | --------- | --------- | --------- | --------- | --------- |
| Műkorcsolya és Jégtánc Világbajnokság        |           |           |           |           | 17th      | 8th       |
| Négy Kontinens Bajnokság                     |           |           |           | 9th       | 8th       | 4th       |
| Műkorcsolya és Jégtánc Junior Világbajnokság |           |           | 8th       | 5th       |           |           |
| Kanadai Bajnokság                            | 15th K.   | 1st K.    | 1st J.    | 3rd       | 2nd       | 2nd       |
| Skate Canada International                   |           |           |           |           |           | 10th      |
| Cup of Russia                                |           |           |           |           |           | 4th       |
| Bofrost Cup on Ice                           |           |           |           |           |           | 1st       |
| 2001-2002 Junior Grand Prix, Olaszország     |           |           |           | 3rd       |           |           |
| 2001-2002 Junior Grand Prix, Lengyelország   |           |           |           | 5th       |           |           |
| 2000-2001 Junior Grand Prix, Mexikó          |           |           | 4th       |           |           |           |
| 2000-2001 Junior Grand Prix, Franciaország   |           |           | 5th       |           |           |           |
| Mladost Trophy                               |           | 1st N.    |           |           |           |           |